# Franklin Hansen
Franklin Bernhard Hansen (* 31. Dezember 1899 in Shelton, Nebraska; † 4. August 1965 in Los Angeles, Kalifornien) war ein US-amerikanischer Tontechniker, der bei der Oscarverleihung 1934 den Oscar für den besten Ton bekam.

## Leben
Hansen begann Ende der 1920er Jahre als Toningenieur in der Filmwirtschaft Hollywoods und war erstmals 1928 bei Interference von Lothar Mendes und Roy Pomeroy an der Erstellung eines Films beteiligt.
Als Tontechniker des Paramount Famous Lasky Studio Sound Department war er bei der Oscarverleihung im November 1930 für Liebesparade (1929) von Ernst Lubitsch erstmals für den Oscar in der Kategorie bester Ton nominiert.
Für den für das Paramount Studio Sound Department erstellten Ton in dem Film In einem anderen Land (1932) von Frank Borzage erhielt er 1934 dann den Oscar für den besten Ton.
Weitere Oscar-Nominierungen für den besten Ton folgten bei der Oscarverleihung 1935 für Cleopatra (1934) von Cecil B. DeMille, 1936 für Bengali (1935) von Henry Hathaway sowie bei der Oscarverleihung 1937 für Texas Rangers (1936).
Hansen war bei mehr als zwanzig weiteren Filmproduktionen als Toningenieur tätig wie zum Beispiel Tarzan und das blaue Tal (1949) von Lee Sholem, Pal Joey (1957) von George Sidney sowie Und die Nacht wird schweigen (1961) von John Sturges.